# بوده جورج
بوده جورج (بالإنجليزية: Bode George)‏ هو سياسي نيجيري، ولد في 21 نوفمبر 1945 في لاغوس في نيجيريا. حزبياً، نشط في حزب الشعب الديمقراطي. وقد انتخب حاكم ولاية أوندو ‏.